# Phlomis italica
Phlomis italica es una planta de la familia de las lamiáceas.

## Descripción
Phlomis italica es una especie de planta con flor arbustiva de tallos y hojas muy peludas que le dan una coloración verde amarillenta y tacto de borra. Las hojas tienen una característica forma de punta de flecha con un pecíolo bastante largo. Desarrolla unas flores rosadas en la parte superior de los tallos fértiles, agrupadas en pisos. Con estas características es difícil de confundir con otras especies. Vive principalmente en la montaña mallorquina, pero también en los claros de matorrales tanto de Menorca como de Mallorca. Florece en mayo y junio.

## Hábitat
Crece en los pies de peñascos y márgenes de caminos. En zonas nitrificadas. 

## Distribución
Es una especie endémica de las Islas Baleares.

## Citología
Número de cromosomas de Phlomis italica (Fam. Labiatae) y táxones infraespecíficos.
2n=20.

## Sinonimia
- Phlomis balearica Chodat, Bull. Trav. Soc. Bot. Genève 11: 61.
- Phlomis rotundifolia Mill., Gard. Dict. ed. 8: 13 (1768).[3]

## Nombre común
- Castellano: candilera.[2]